# 512 Taurinensis
512 Taurinensis је Марсов тројански астероид са пречником од приближно 23,09 km.
Афел астероида је на удаљености од 2,745 астрономских јединица (АЈ) од Сунца, а перихел на 1,633 АЈ.
Ексцентрицитет орбите износи 0,253, инклинација (нагиб) орбите у односу на раван еклиптике 8,752 степени, а орбитални период износи 1183,067 дана (3,239 године).
Апсолутна магнитуда астероида је 10,68 а геометријски албедо 0,177.
Астероид је откривен 23. јуна 1903. године.